# Hemicrepidius simplex
Hemicrepidius simplex is een keversoort uit de familie kniptorren (Elateridae). De wetenschappelijke naam van de soort is voor het eerst geldig gepubliceerd in 1876 door LeConte.